# RT (chaîne de télévision)
Pour les articles homonymes, voir RT.
Ne doit pas être confondu avec Rossia Segodnia.
Pour RT en français, voir RT France.
RT, anciennement Russia Today et Rossia Segodnia (en russe Россия Сегодня ; en français « Russie d’aujourd'hui ») jusqu'en 2009, est une chaîne de télévision d'information internationale en continu, financée par l'État russe,. Elle a été lancée le 10 décembre 2005 par l'agence de presse RIA Novosti, qui l'abrite dans ses locaux moscovites. Elle exploite des chaînes de télévision par câble et par satellite destinées à un public étranger en dehors des frontières de la Russie, et produit des contenus pour Internet.
Son objectif est de diffuser une image de la Russie et une vision de l'actualité différentes de celles des médias de masse occidentaux. Elle est diffusée en Europe, en Asie et en Amérique et est disponible en anglais, en arabe, en espagnol, en allemand, en russe et en français.
Depuis le 4 mai 2007, une version en arabe existe également, RT Arabic, ce qui fait entrer la chaîne dans la guerre de l'information, au niveau de BBC World, CNN International, Al Jazeera et France 24. En 2010, c'était aux États-Unis la seconde chaîne d'information étrangère la plus regardée. Elle emploie 2 000 personnes avec un siège à Moscou et Washington, et des bureaux à Paris, Londres, Los Angeles, Miami, Delhi et Tel Aviv.
RT est généralement considéré par les médias et experts occidentaux comme un instrument de propagande au service du gouvernement russe et de sa politique étrangère,,,, se livrant à la désinformation,, proche de l'extrême droite sur Internet et adepte du complotisme. Par le passé, des contenus diffusés par la chaine ont été accusés de faire preuve d'antisémitisme, notamment par le centre Simon-Wiesenthal. La Columbia Journalism Review publiée par l'université Columbia définit RT comme « un moyen d'expansion de la politique étrangère conflictuelle menée par Vladimir Poutine ».
En novembre 2017, le département de la Justice des États-Unis désigne officiellement RT comme média de propagande au service du Kremlin, RT est alors contraint de se soumettre au Foreign Agents Registration Acts et de s'enregistrer en tant qu'« agent de l'étranger »,,.
Le 27 février 2022, durant l'invasion de l'Ukraine par la Russie, la présidente de la Commission européenne Ursula von der Leyen annonce l'interdiction de la diffusion dans l'UE de RT, Sputnik et leurs filiales, accusés de « diffuser [des] mensonges pour justifier la guerre de Poutine et pour semer la division » dans l'UE. Le 3 mars, RT America annonce fermer son réseau et licencier la plupart de ses employés.

## Objectifs
La chaine RT présente un point de vue russe sur les événements en Russie et à l'étranger, en particulier pour les téléspectateurs américains ou européens. Margarita Simonyan, rédactrice en chef de RT, explique que la station est née de la volonté de présenter un portrait « impartial de la Russie »[réf. nécessaire].
RT a notamment pour objectif de s'opposer à la vision des événements propagés, selon Vladimir Poutine, par les « médias mainstream »[citation nécessaire] et de « briser le monopole des médias anglo-saxons dans le flux mondial de l'information ». La chaîne est un élément du « soft power » russe.

## Ligne éditoriale
Voulant prendre le contre-pied des médias traditionnels, RT veut dénoncer ce que les autres médias chercheraient à cacher. Parmi les sujets abordés figurent « la misère des classes populaires, la montée des tensions raciales, la vérité sur la guerre en Syrie, la corruption des gouvernements occidentaux, la faillite des institutions démocratiques… ».

## Financement
La chaîne de télévision RT est financée par l'État russe. Lancée en 2005 avec un budget de 30 millions de dollars, elle en perçoit 10 fois plus en 2013, selon le journaliste Olivier Bullough de l'hebdomadaire britannique News Statement, avec plus de 300 millions d'euros de budget. En 2014, le Kremlin envisage d'allouer 1,3 milliard de roubles (plus de 27 millions d’euros) à RT afin de créer une version française de celle-ci. Le 5 mars 2014, la présentatrice américaine Liz Wahl, basée à Washington, démissionne en direct, indiquant : « Je ne peux pas travailler pour une chaîne financée par le gouvernement russe et qui réhabilite les actions de Poutine. »
Vladimir Poutine déclare dans un entretien à RT en juin 2013 :

« Nous n’avons jamais imaginé qu’il s’agirait d’une agence de presse ou d’une chaîne qui défendrait la position de la ligne politique russe. Nous voulions apporter une chaîne de nouvelles absolument indépendante sur la scène des nouvelles.
Certes, la chaîne est financée par le gouvernement. Elle reflète donc la position officielle du gouvernement russe sur les événements de notre pays et du reste du monde, d’une manière ou d’une autre. Mais je voudrais souligner encore une fois que nous n’avons jamais voulu que cette chaîne, RT, soit une sorte d’apologétique de la ligne politique russe, qu’elle soit nationale ou étrangère. »

## Analyses et critiques

### Propagande russe
En 2011, la directrice de RT, Margarita Simonian, défend en ce sens l'existence de la chaîne en soutien et prévision de l'emploi du hardpower:  « En  temps  de  paix, il  semble  qu’elle  ne  soit  pas  justifiée. Mais  quand  la guerre éclate, diable que de tels médias deviennent indispensables ! Parce qu’on ne crée pas une armée une semaine avant le début d’une guerre ».
RT s'aligne sur les positions du gouvernement russe, et se montre très critique envers l'OTAN, les États-Unis, ou l'Union européenne, invitant de nombreux experts pour faire passer son message politique,. Le porte-parole du Broadcasting Board of Governors, Walter Isaacson, va jusqu'à qualifier RT (ainsi que la chaîne iranienne Press TV, la chaîne vénézuélienne Tele Sur et le projet chinois de chaîne d'informations en continu) d'« ennemi ».
En 2017, un journaliste de la chaîne répond à ces accusations en affirmant que les médias de l'Ouest sont « injustement critiques » envers la Russie.
En France et en Allemagne, la chaîne est accusée de conspirationnisme et de propagande par Conspiracy Watch, Der Spiegel, L'Express, Le Monde. RT dispose d'un correspondant chargé du suivi des Illuminati, en la personne de Tony Gosling,. Stéphane François et Olivier Schmitt soulignent qu'elle accueille « des intervenants ayant la fâcheuse manie de voir des complots du Mossad ou de la CIA partout, bien qu’elle cherche à être l’équivalent russe de grandes chaînes d’information internationales comme CNN ou al Jazeera ». D'après la revue de l'INA Ina Global, elle décide « d'un temps de parole démesuré accordé aux tenants de différentes théories du complot, lesquels remettent en cause la « version officielle » du 11 septembre 2001, la naissance du président Obama en territoire américain ou le changement climatique ».
RT relaye également la propagande de guerre pro-russe et pro-Assad concernant le conflit en Syrie. Cela inclut notamment les propagandes rejetant la responsabilité du gouvernement syrien dans les attaques chimiques et crimes de guerre contre la population civile,,,,, mais également la propagande sur les faits d'arme et interventions militaires russes. RT fait intervenir des personnes présentées comme journalistes indépendants mais controversées et soupçonnées de travailler en collaboration avec le gouvernement syrien comme Vanessa Beeley et Eva Bartlett,.
Selon l'étude menée par Linkfluence pour Libération entre le 23 avril, date du premier tour de l’élection présidentielle de 2017 et le 3 mai, l’occurrence « Macron » est apparue 875 fois contre 532 fois pour « Le Pen » sur les sites de RT et Sputnik, avec, concernant Emmanuel Macron, des contenus essentiellement négatifs, et, d'une manière plus générale, des contenus « souvent biaisés et partiaux », et parfois « trompeurs ». Pour France Info, Sputnik et RT ont une nette préférence pour Marine Le Pen et le Front national, même si cela n'est jamais dit.
Après l'empoisonnement de Sergueï et Ioulia Skripal en Grande-Bretagne en mars 2018, les deux citoyens russes suspectés d'avoir utilisé des armes chimiques contre Skripal se présentent comme des touristes lors d'une interview accordée à Margarita Simonian, journaliste de la chaîne RT. Cependant, selon l'enquête menée par les Britanniques, l'un d'eux serait un colonel du GRU, les services secrets militaires russes. L'affaire tend fortement les relations entre les deux pays.
Selon Le Monde, RT a pour but « de donner une image plus favorable de Vladimir Poutine à l'étranger » et « présente le biais de toujours relayer des informations favorables à Moscou ». D'après le Reuters Institute for the Study of Journalism de l'université d'Oxford, RT est « une forme d'organe de propagande » qui vise à saper les valeurs et les institutions démocratiques des différents pays européens.
Dans son ouvrage publiée en 2021, Russia Today (RT), Un média d'influence au service de l'Etat Russe, Maxime Audinet analyse que « RT conçoit en définitive son terrain d'action, l'espace informationnel, comme un environnement international foncièrement compétitif et conflictuel : ses acteurs rivalisent pour influencer l'opinion et faire primer leurs "récits stratégiques", dans le cadre d'un jeu à somme nulle. Le réseau est aussi devenu le vecteur privilégié d'une orientation négative du soft power russe, qui cherche à déprécier la puissance d'attraction de son rival plutôt qu'à augmenter celle de la Russie ».
L'historienne franco-russe, spécialiste du monde post-soviétique, Galia Ackerman analyse : « Ce que font maintenant RT et Sputnik n’est plus centré complètement sur la création d’une image positive de la Russie, mais l’objectif est de saper l’Occident de l’intérieur. L’objectif est de montrer que chez nous tout est pourri. Cela passe par les soutiens aux mouvements d’extrême-gauche et d’extrême-droite. L’extrême-gauche, car ils détestent les Etats-Unis. Il y a une proximité avec l’extrême-droite car le régime russe se définit comme traditionaliste. Je constate qu’au moindre prétexte, ces médias montrent Marine Le Pen de façon positive. Ils refusent de qualifier le Rassemblement national d’extrême-droite, ils l’appellent la droite ».
En pratique, pour Libération, RT constitue, pour la Russie, une entreprise stratégique servant à protéger ses intérêts nationaux, et reflétant la position officielle du Kremlin sur les sujets traités.
L'invasion de l'Ukraine par la Russie en 2022 concrétise les peurs de nombreux détracteurs de la chaîne, qui s'aligne ouvertement sur la propagande du Kremlin, réutilisant de manière systématique et sans débat les éléments de langage de Vladimir Poutine. L'animateur Frédéric Taddeï, qui animait depuis 2018 « Interdit d’interdire » sur RT France, déclare démissionner de son poste par « loyauté envers la France ».

### Désinformation
En 2014, pendant la guerre du Donbass, RT reprend un reportage de Pervy Kanal (la chaîne publique russe), selon lequel l'armée ukrainienne aurait crucifié un bébé de 3 ans à Sloviansk. La chaîne précise même que « des escadrons de la mort exécutent les hommes de moins de 35 ans, crucifient des bébés et forcent leurs mères à regarder ». L'information est démentie plus tard, supprimée par RT de son site, et cause un scandale à l'international, montrant RT comme diffuseur de propagande de guerre.
Le 18 juillet 2014, Sara Firth, présentatrice et correspondante de la chaîne, démissionne et annonce publiquement qu'elle est « pour la vérité » alors qu'on lui « demande quotidiennement d'ignorer et occulter la vérité ».
Lors de l'épidémie du virus Ebola en Afrique de l'Ouest en 2014, RT insinue que le centre médical militaire américain Fort Detrick aurait propagé le virus Ebola, dans une conspiration destinée à faire profiter l'industrie pharmaceutique. L'article sera rectifié 3 ans plus tard, la chaîne admettant en novembre 2017 que l'information était erronée.
En 2016, Graham Phillips, Britannique correspondant de RT dans la guerre du Donbass, invective un Ukrainien prisonnier de guerre handicapé, amputé des deux bras, et otage des séparatistes pro-russes, le traitant de « zombie au cerveau lavé » et d'« homme pas très intelligent ». Une organisation humanitaire locale qualifiera cette intervention de forme de « torture ». L'ambassadrice britannique Judith Gough réagit en se déclarant « outrée » par le comportement du journaliste de RT. Par ailleurs, Graham Phillips est interdit d'entrée sur le territoire ukrainien pour son soutien affiché aux séparatistes pro-russes[source secondaire souhaitée].
En 2016, Wilhelm Unge, un porte-parole des services de renseignement suédois, reproche à RT et à Sputnik de diffuser de la « propagande et de la désinformation ».
Selon un expert[Lequel ?] de la communication travaillant pour la Commission européenne : « L'État russe a mis en place un système de désinformation planifié et organisé qui vise à délégitimer l’Union européenne et propager l’idée de pays occidentaux en proie au chaos […] Les journalistes russes employés dans les chaînes de télévision publiques que nous avons auditionnées ont une conception différente de l’information : ils disent que leur pays est engagé dans une nouvelle guerre froide et que leur travail n’est pas de chercher les faits. » Pour contrer le message des médias russes en Europe, l’Union européenne a créé une équipe de onze spécialistes de la communication qui ont pour charge de mettre en avant les succès de l’UE dans les pays d'Europe de l'Est (Ukraine, Georgie, Moldavie) et qui exposera la désinformation avec un réseau de bénévoles. Cependant, selon le journal La Croix, cette organisation apparaît « sans commune mesure » face à RT qui dispose d'un budget de 275 millions d’euros annuel.
Selon Les Décodeurs du journal Le Monde, RT est, en 2017, la 13e plus grande source émettrice ou propagatrice de désinformation en français sur Internet, et la première source de désinformation parmi les médias traditionnels.
Lors de la campagne présidentielle américaine de 2016, RT aurait financé une campagne de tweets sponsorisés pour un montant de 274 000 dollars. Elle est accusée d'avoir voulu interférer par ce biais dans la campagne électorale en faveur de Donald Trump.
En janvier 2019, en plein mouvement des Gilets jaunes, une vidéo de RT suscite l’engouement sur les réseaux sociaux : il s'agit d'une interview d'un homme présenté comme l'un des organisateurs du contre-mouvement des Foulards rouges (pro-Macron), tenant un discours pro-européen extrêmement agressif et réclamant notamment que l'Europe contraigne par la force le peuple français. La vidéo, très partagée et commentée, est notamment reprise par le président du parti Les Patriotes Florian Philippot, ou encore par Aude Lancelin, directrice de publication du Média. Cependant, les journalistes de Libération ne tardent pas à démasquer l'interviewé, qui s'avère être un simple « troll », membre du sulfureux « forum 18-25 » sur le site Jeuxvideo.com.
En septembre 2024, le ministère de la justice américain sanctionne plusieurs personnes et saisit des sites web dans le cadre d'une enquête sur des opérations de désinformation russes visant l'élection présidentielle américaine. Au cœur de cette campagne figure Tenet Media, une société américaine soupçonnée par la justice américaine d'avoir collaboré avec RT. RT aurait financé et contrôlé ces opérations à travers des sociétés écrans, continuant ainsi ses activités d'influence malgré les sanctions occidentales.

### Liens avec l'extrême droite et la complosphère
Avec Sputnik, RT a rapidement trouvé sa place auprès des réseaux sociaux conspirationnistes aux côtés des sites d'information alternatifs d'extrême droite comme Égalité et Réconciliation ou Fdesouche,.
Selon Rudy Reichstadt, de Conspiracy Watch : « En 2005, RT était sponsor de la conférence Axis for Peace, à l'initiative de Thierry Meyssan, qui avait invité à Bruxelles des conspirationnistes comme Dieudonné ou encore Jacques Cheminade ».
Pour la spécialiste de la Russie Anne Nivat, analysant les médias pro-russes Sputnik et RT : « Les Russes veulent incarner l'alternative dans chaque pays où ils s'implantent et en France, l'alternative selon eux c'est de relayer les thèses de la droite dure. »
En 2014, le journaliste Gianluca Mezzofiore relève que l'Allemand Manuel Ochsenreiter (de), qui est apparu à de nombreuses reprises sur le canal anglophone de la chaîne en tant qu'expert des questions allemandes et du Moyen-Orient, est en fait l'éditeur de Zuerst! (de), un magazine qu'il décrit comme « révisionniste néo-nazi ».

### Accusations d'antisémitisme
En mai 2014, le centre Simon-Wiesenthal a demandé des excuses publiques à RT pour la diffusion d’une vidéo qui constituait à ses yeux « huit minutes de pure haine anti-juive », l'épisode « Israël vs Palestine » du show satirique australien Juice Rap News (en) dans lequel apparaît le politologue Norman Finkelstein pour critiquer les actions d'Israël envers la Palestine,,,.
En mars 2014, la chaîne prétend que le crash du vol 370 de Malaysia Airlines aurait bénéficié à Jacob Rothschild, soulignant que « les Rothschild sont une dynastie de financiers internationaux et de banquiers d'origine judéo-allemande, et l'une des lignées les plus influentes de banquiers et de financiers ».
Le 13 octobre 2015, RT diffuse un reportage titré Obvi-Illuminati prétendant que Hillary Clinton serait « la candidate des Illuminati », car une des entreprises contractantes de la campagne de la candidate démocrate, The Groundwork, a un logo en forme de triangle, qui est « le logo Illuminati ». Le reportage avance également que cette entreprise a « des financiers qui parlent hébreu », y associant la théorie antisémite du complot juif.

### Critique du gouvernement français
En février 2019, le Président de la République Emmanuel Macron et son parti politique La République En Marche refusent d'accréditer RT pour couvrir leurs campagnes électorales car « RT n'est pas un organe de presse mais de propagande au service du Kremlin. Ils ne doivent pas être assimilés à un média, qui vérifie ou recoupe l’information. ».

## Amendes et blocages
En octobre 2017, Twitter fait supprimer de son réseau les publicités pour RT. En novembre, Google décide de déclasser RT dans ses algorithmes de façon à rendre le média plus difficile d'accès pour les internautes. Finalement, Google indique qu'il ne visera pas spécifiquement RT et Sputnik dans ses algorithmes,.
En juin 2018, le Conseil supérieur de l'audiovisuel (CSA) adresse un avertissement à RT France pour « manquements à l'honnêteté et à la rigueur de l'information ». Le CSA observe notamment que, lors d'un reportage sur les attaques chimiques en Syrie, « la traduction orale des propos tenus par un témoin syrien ne correspondait en rien à ce qu'il exprimait à l'antenne ». RT France plaide l'erreur technique, la traduction française des propos du témoin se rapportant en fait à une autre version plus longue de la vidéo, non diffusée. Jean-Luc Hees, président du comité d'éthique de RT France, se dit « très content que le CSA fasse son travail avec beaucoup de rigueur ».
Au Royaume-Uni, le régulateur de l'audiovisuel, Ofcom, a déjà émis une dizaine de mises en demeure contre RT et l'a menacée de sanction, pour des sujets notamment sur la Syrie et l'Ukraine, où l'armée russe est présente. Il inflige une amende de 200 000 livres sterling pour avoir diffusé des reportages considérés comme biaisés dans l'affaire du Novitchok. Il estime en outre que les règles d'impartialité ont été transgressées par la chaîne dans cinq autres reportages. Cette dernière ayant fait appel de la décision, la Haute Cour confirme en mars 2020 la décision de l'Ofcom. RT annonce qu'elle fera appel de la décision.

## Conséquences de la guerre en Ukraine

### Allemagne
En février 2022, le régulateur allemand décide d'interdire la diffusion de RT en Allemagne. 

### Canada
Le 16 mars 2022, le Canada annonce la suppression de la chaîne de l'offre publique.

### France
En France, le 21 janvier 2023, la direction de RT France annonce la fermeture de la chaîne en conséquence du gel de ses avoirs par le Trésor public. Dans la foulée, le Kremlin promet des « mesures de rétorsion » si « les autorités françaises ne cessent pas de terroriser les journalistes russes ». 
Le 7 avril 2023, RT France est placé en liquidation judiciaire par le tribunal de Commerce. Cependant, le site web de RT en français géré par une équipe basée à Moscou, continue son activité.

### Union européenne
Le 27 février 2022, la présidente de la Commission européenne, Ursula von der Leyen, annonce le bannissement de la chaîne dans toute l’UE.

### Réseau Internet
Fin février 2022, YouTube, filiale de Google, décide à son tour de bloquer la chaîne sur son site dans toute l'Europe,. 

## Chiffres
Concurrente directe de CNN, Al Jazeera, BBC World, Euronews et France 24, elle est en 2010 à la deuxième place des chaînes d’information étrangères en continu aux États-Unis.
La chaîne compte 2 000 employés et possède 21 bureaux à travers le monde dont Los Angeles, Londres, Miami, Delhi. D'après sa rédactrice en chef, Margarita Simonyan, la chaîne attire plus de 530 millions de spectateurs, soit 22 % des abonnés au câble dans le monde.
Sa diffusion télévisuelle reste limitée. En revanche, elle est la première chaîne d'information en continu au monde sur YouTube, devant Euronews. Son taux de fréquentation est d'environ huit cent mille à un million de visiteurs par jour et le nombre total de vidéos visionnées sur YouTube a dépassé un milliard en juin 2013. Ce nombre est passé à 3 milliards en décembre 2015 puis à 4 milliards en octobre 2016,.
En 2017, une étude, non publiée, menée par Nielsen, montre que la chaîne RT a connu une augmentation de son développement de plus de 40% que toutes les chaînes américaines d’information internationale. Selon l'étude, la chaîne aurait triplé son audience à New York et Washington D.C., surpasserait CNN et surtout Al Jazeera, et enregistrerait 550 millions de téléspectateurs (RT avance 700 millions) dans le monde, dont 85 millions aux États-Unis.

## Diffusion internationale

### En anglais
Au Canada, la chaîne est ajoutée le 29 octobre 2009 à la liste des services par satellite admissibles distribuée par la plupart des fournisseurs majoritaires.
Aux États-Unis, certaines stations hertziennes diffusent la version anglophone de la chaîne sur un sous-canal numérique, comme WNVC 30.4 Washington D.C. et WYBE 35.4 Philadelphie.
Des bulletins de nouvelles de 30 minutes de RT News sont diffusés en direct sur le service MHz WorldView (en), distribué en sous-canal numérique de certains affiliés du réseau PBS.
En août 2022, la chaîne russe RT choisit l’Afrique du Sud pour s’établir en Afrique anglophone.

### En français
RT se développe en France au cours de l'année 2017, RT France est lancé en version française le lundi 18 décembre à 19 h et diffuse son premier journal. En mars 2020, RT devient disponible sur le bouquet Canal+. Le 2 mars 2022, la chaîne n'est plus diffusée du fait de la désinformation qu'elle émet quotidiennement sur l’invasion de l'Ukraine par la Russie. Un article de Jeune Afrique indique que RT souhaite relancer une version en français avec un siège en Afrique de l'Ouest.
En 2025, RT effectue un redéploiement de ses activités de l'Europe vers l'Afrique. Elle est présente en Afrique à travers 7 bureaux africains et a conclu des accords avec 30 chaînes de télévision locales africaines. Elle diffuse, à destination de l'Afrique, en français, en anglais et en arabe.

## Programmes
- News
- Météo
- Business Today

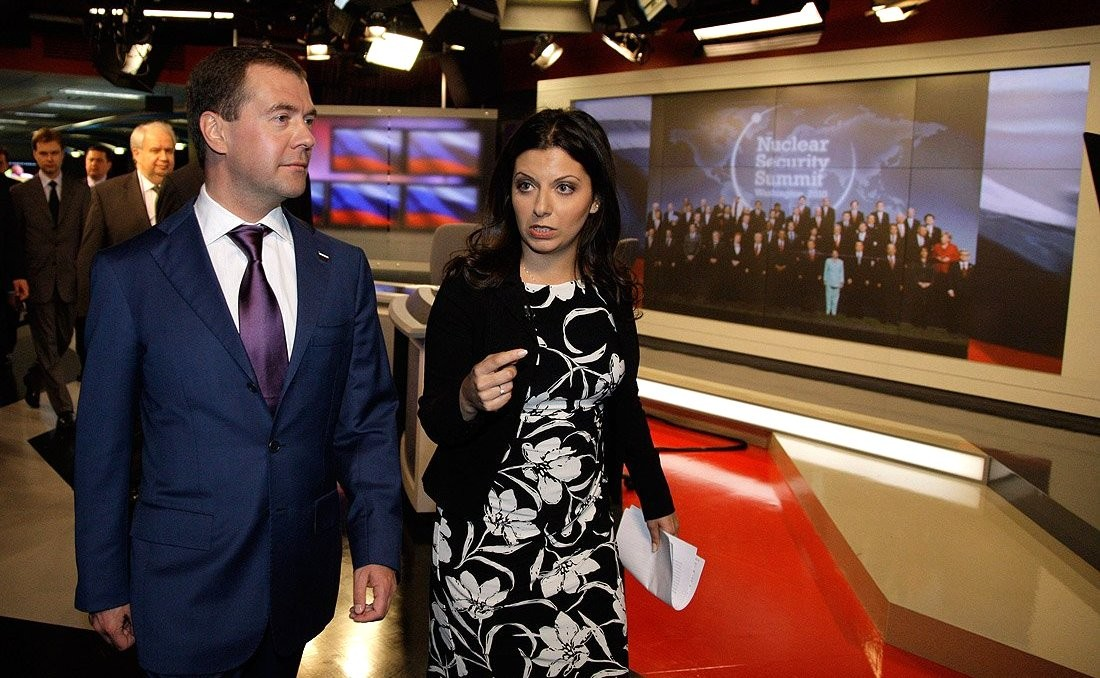
Dmitry Medvedev et Margarita Simonian.

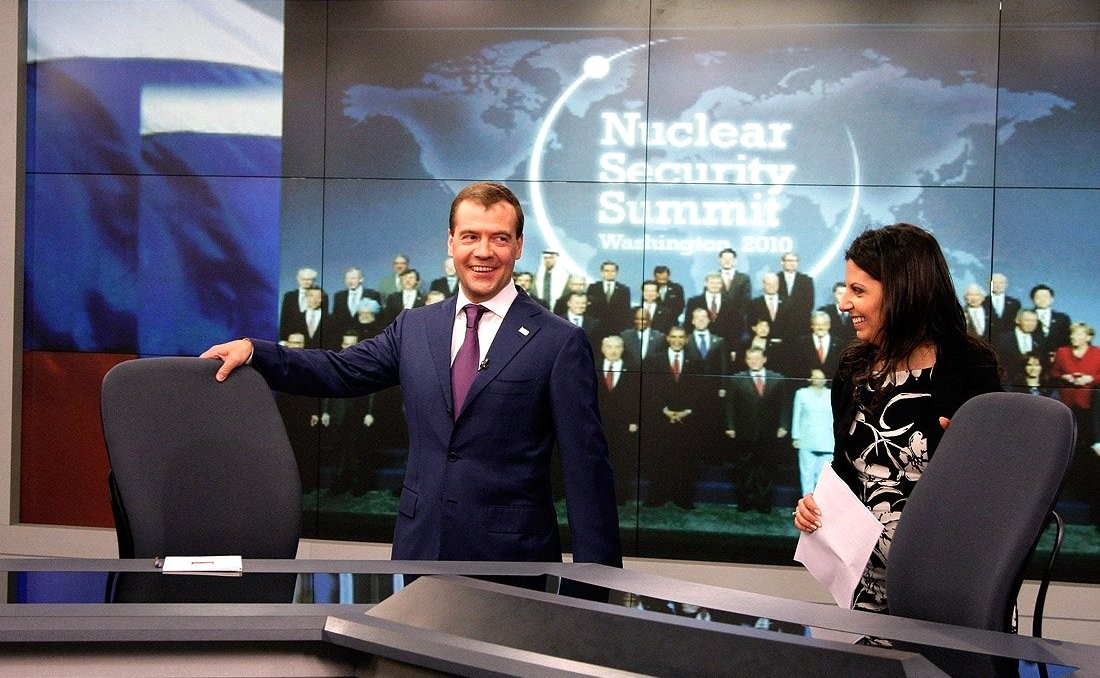
Studio RT à Washington.

- Moscow Out (culture et arts russe)
- Spotlight
- Sports
- Russia Close-Up
- Documentary
- In Context
- Technology Update
- Wayfarer (documentaires de voyages à travers la Russie)
- Primetime Russia (uniquement pour la Russie et la CEI)
- Venice of the North: A Season in St Petersburg. (reportages sur Saint-Pétersbourg)
- Keiser Report (programme sur l'économie)
- The Alyona Show (émission-débat sur les États-Unis)
- The World Tomorrow (avec Julian Assange)
- Breaking The Set (avec Abby Martin)
- The Big Picture
- The Resident (Lori Harfenist)[96]
- Crosstalk
- Politicking (avec Larry King)
- Larry King Now
- The Truthseeker
- Sputnik
- SophieCo
- Going Underground
- Why you should care!
- Boom Bust
- Venture Capital
- Worlds Apart